# Kerstin Förster
Kerstin Förster   (Cottbus, 9 de novembre de 1965), de soltera Pieloth, és una remadora alemanya, ja retirada, que va competir sota bandera de la República Democràtica Alemanya durant la dècada de 1980. Es casà amb el també remer Olaf Förster.
El 1988 va prendre part en els Jocs Olímpics de Seül, on guanyà la medalla d'or en la prova del quàdruple scull del programa de rem. Formà equip amb Kristina Mundt, Beate Schramm i Jana Sorgers. En el seu palmarès també destaquen dues medalles d'or i una de plata al Campionat del món de rem.